# Yvonne Catterfeld
Yvonne Catterfeld (Erfurt, Alemania, 2 de diciembre de 1979) es una cantante, presentadora de televisión y actriz alemana.

## Biografía

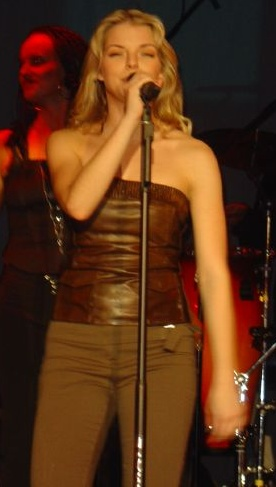
En vivo, el 2004.

Catterfeld nace en Erfurt, Thuringia en 1979. A la edad de 15 años comienza a tocar piano y flauta, simultáneamente toma clases de danza y voz. Al término de la escuela secundaria estudia Pop y Jazz en la academia de música en Leipzig durante dos años. En 1998 lanza su primera grabación bajo el nombre de KIV, pero de siete canciones no encuentra apertura profesional.
Después de sus estudios Y. Catterfeld participa en un concurso de canto Stimme 2000. En 2001 lanza su primer sencillo oficial, "Bum", un cover del track homónimo All Saints, pero una vez más no logra entrar en las listas de éxitos. Al menos tres singles "Komm Zurück Zu Mir", "Niemand Sonst" y "Gefühle" ayudaron a abrir la popularidad de Catterfeld.
En 2002 participa en el culebrón teleserie Gute Zeiten, schlechte Zeiten, donde ejecuta el papel de Julia Blum hasta 2005. 
Impulsando su presencia en TV Yvonne finalmente encuentra gran éxito con su cuarto sencillo "Für Dich", que fue hit #1 en Alemania, Austria y Suiza. Su primer álbum Meine Welt obtuvo éxito similar llegando a Platino. Un año más tarde es capaz de repetir la hazaña con "Du Hast Mein Herz Gebrochen" y su álbum segundo Farben Meiner Welt.
En el otoño de 2005 Catterfeld es la protagonista en la telenovela histórica Sophie - Braut Wider Willen. Sin embargo, el show no respondió las expectativas de la red y tras 65 episodios cerró en marzo del año siguiente. Al mismo tiempo Yvonne relanza su primer sencillo en inglés, "Where Does The Love Go", un colaboración con el cantante Eric Benet. 
En 2006, Catterfeld lanza su cuarto studio album, Aura.
Debido a su parecido con Romy Schneider, Catterfeld planea el rol en la película de Warner Bros. 2009 "Eine Frau wie Romy" (Una mujer como Romy).

## Discografía

### Álbumes de estudio
| Year | Title              | Chart Positions | Chart Positions | Chart Positions | Certification |
| Year | Title              | GER             | AUT             | SWI             | Certification |
| ---- | ------------------ | --------------- | --------------- | --------------- | ------------- |
| 2003 | Meine Welt         | 1               | 4               | 3               | Platinum      |
| 2004 | Farben Meiner Welt | 2               | 9               | 7               | Gold          |
| 2005 | Unterwegs          | 1               | 4               | 18              | Gold          |
| 2006 | Aura               | 10              | 17              | 26              |               |
| 2010 | Blau am Blau       |                 |                 |                 |               |

### Singles

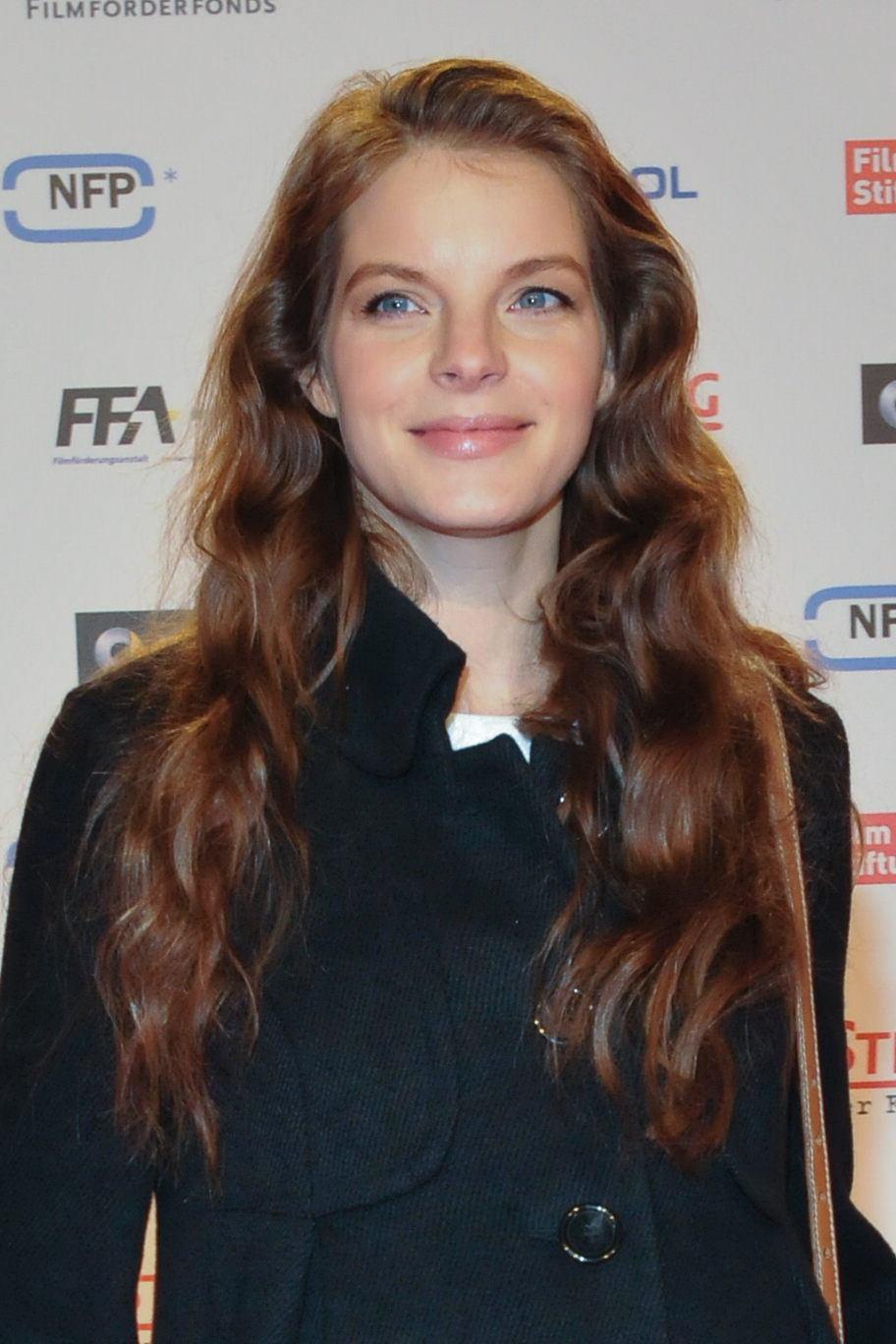

| Año  | Título                                      | Posiciones en la lista | Posiciones en la lista | Posiciones en la lista | Álbum              |
| Año  | Título                                      | GER                    | AUT                    | SWI                    | Álbum              |
| ---- | ------------------------------------------- | ---------------------- | ---------------------- | ---------------------- | ------------------ |
| 2001 | "Bum"                                       | -                      | -                      | -                      |                    |
| 2001 | "Komm Zurück Zu Mir"                        | 76                     | -                      | -                      | Meine Welt         |
| 2002 | "Niemand Sonst"                             | 31                     | -                      | -                      | Meine Welt         |
| 2003 | "Gefühle"                                   | 26                     | -                      | -                      | Meine Welt         |
| 2003 | "Für Dich"                                  | 1                      | 1                      | 1                      | Meine Welt         |
| 2004 | "Du Hast Mein Herz Gebrochen"               | 1                      | 4                      | 6                      | Farben Meiner Welt |
| 2004 | "Du Bleibst Immer Noch Du"                  | 21                     | 30                     | 53                     | Farben Meiner Welt |
| 2004 | "Sag mir - Was Meinst Du?"                  | 14                     | 21                     | 39                     | Farben Meiner Welt |
| 2005 | "Glaub An Mich"                             | 3                      | 6                      | 15                     | Unterwegs          |
| 2005 | "Eine Welt Ohne Dich"                       | 31                     | 52                     | -                      | Unterwegs          |
| 2006 | "Where Does The Love Go" (feat. Eric Benet) | 28                     | 63                     | 35                     | Aura               |
| 2006 | "Erinner' Mich Dich Zu Vergessen"           | 6                      | 22                     | 23                     | Aura               |
| 2007 | "Die Zeit Ist Reif"                         | 55                     | -                      | -                      | Aura               |

## Filmografía

### Películas
- 2004: El espantatiburones - Voz
- 2007: Keinohrhasen
- 2008: U-900  (Maria)
- 2009: Kika Superbruja y el libro de los hechizos  (Hübsche Blondine)
- 2009: Zweiohrküken
- 2010: Das Leben ist zu lang
- 2013: Sputnik  (Katharina Bode)
- 2014: La bella y la bestia (La Belle et la Bête) (Princesa)
- 2014: Bocksprünge  (Eva)
- 2015: Die Trapp Familie - Ein Leben für die Musik (Maria von Trapp)

### Películas para televisión
- 2007: Wenn Liebe doch so einfach wär
- 2008: Das Geheimnis des Königssees
- 2009: Vulkan
- 2009: Schatten der Gerechtigkeit
- 2009: Engel sucht Liebe
- 2010: Die Frau des Schläfers
- 2011: Am Ende die Hoffnung
- 2011: Das Mädchen auf dem Meeresgrund
- 2012: Plötzlich 70!
- 2013: Nur eine Nacht
- 2013: Helden – Wenn dein Land dich braucht
- 2014: Cecelia Ahern – Zwischen Himmel und hier
- 2014: Cecelia Ahern – Mein ganzes halbes Leben
- 2014: Herzlichen Glückwunsch, Sie haben gewonnen! (Dora Heldt)
- 2015: A Dangerous Fortune

### Series de televisión
- 2001–2005: Gute Zeiten, schlechte Zeiten
- 2005: Hallo Robbie!
- 2005: Tatort – Tatort: Der Name der Orchidee
- 2005–2006: Sophie – Braut wider Willen
- 2007: SOKO 5113
- 2010–2011: Gelobtes Land (2011, The Promise)
- 2015: Sing meinen Song – Das Tauschkonzert

### Apariciones estelares
- 2004: Große Haie – Kleine Fische
- 2008: Hexe Lilli – Der Drache und das magische Buch
- 2011: Nils Holgerssons wunderbare Reise
- 2012: Niko 2 – Kleines Rentier, großer Held
- 2014: TinkerBell und die Piratenfee

## Premios

### 2003
- Bambi - "Shooting-Star"
- Goldene Stimmgabel - "Best Female (Pop)"

### 2004
- ECHO - "Female Artist National (Rock/Pop)"